# 佐藤泰正 (教育学者)
佐藤 泰正（さとう やすまさ、1929年8月29日 - 2021年1月16日）は、日本の教育心理学者、筑波大学名誉教授。障害児教育が専門だが、速読術、野球などに関する一般書も多く著した。

## 来歴
東京生まれ。1952年東京文理科大学心理学科卒。東京教育大学講師、助教授、筑波大学心身障害系教授。82年「視覚障害児の読書速度に関する発達的研究」で筑波大学教育学博士。1993年定年退官、名誉教授。日本医療科学大学学長。2015年瑞宝中綬章受勲。
2021年1月16日、老衰のため、埼玉県川口市の自宅で死去。91歳没。死没日をもって正四位に叙される。

## 著書
- 『速読法 情報化社会へのパスポート』旺文社新書 1969
- 『障害幼児の心理学』日本文化科学社 1971
- 『視覚障害児の心理学』学芸図書 1974
- 『驚くべき速読術 ぐんぐん速くなる』講談社オレンジバックス 1980　のち三笠書房知的生きかた文庫
- 『視覚障害児の読書速度に関する発達的研究』学芸図書 1984
- 『速読みのし方で脳が鋭くなる 新事実 誰でも1分間1500字が頭に入るVOPSの秘密』青春出版社プレイブックス 1985　のち文庫、「頭のいい速読力 "大事なこと"がしっかりアタマに残る!』青春出版社 2010
- 『速読の科学 どこまで速く読めるか』講談社ブルーバックス 1988
- 『こんなチームに子供を入れたい 心理学者の少年野球論』佼成出版社 1989
- 『少年野球チーム・サンクス物語 大学教授の少年野球奮戦記』学芸図書 1995
- 『速読トレーニング すぐに役立つ実践10ステップ』講談社ブルーバックス 1995
- 『だれでもできる中学生の速読法入門 長文読解で成績アップ!』図書文化社 1995
- 『5日間でマスターする超速読法 佐藤式「3倍速」読みで、中身がバシッと頭に入る!』PHP研究所 1997
- 『「1」を聞いて10わかる! 理解力・予測力・判断力に差がつく大革命』青春出版社プレイブックス 1998
- 『読むのがみるみる速くなる本 10時間「速読脳」トレーニング』PHP研究所 2002
- 『たくましい子に育てよう スポーツで育てる「心」「技」「体」』学芸図書 2004

### 共編著
- 『障害幼児の指導』編著 日本文化科学社 1973
- 『最新心身障害教育・福祉講座 第3巻　心身障害の教育評価』橋本重治共編集 日本図書文化協会 1977
- 『最新心身障害教育・福祉講座 第4巻　視覚障害の教育と福祉』大山信郎共編集 日本図書文化協会 1978
- 『視覚聴覚障害事典』内山喜久雄監修 吉江信夫,岡田明共編 岩崎学術出版社 1978
- 『心身障害学』編著 岩崎学術出版社 1980
- 『障害児教育小辞典』編 協同出版 1981
- 『障害児教育概説』編 学芸図書 1982
- 『視覚障害心理学』編著 学芸図書 1988
- 『視覚障害学入門』編 学芸図書 1991
- 『社会福祉総説』編著 学芸図書 1993
- 『「超」速読法 脳にフィットする読書革命』桐原宏行共著 メタローグ 1996
- 『障害児の心理』編著 学芸図書 1997
- 『福祉心理学』山根律子共編著 学芸図書 1998
- 『情報科学入門』編著 学芸図書 2000
- 『社会福祉研究の課題と方法』徳田克己共編著 田研出版 2001
- 『速読速解実践トレーニング術 1日30分7日間で身につく』佐藤将朗共著 ベストセラーズ 2001
- 『教育心理学』海保博之,新井邦二郎共編 学芸図書 2002
- 『高齢者・障害者の心理』徳田克己共編 学芸図書 2002
- 『障害児保育』塙和明共編 学芸図書 2002
- 『速読のすすめ 脳の活性化をうながす』佐藤記道共著 棋苑図書 2007
- 『特別支援教育概説』編 学芸図書 2007（2011改訂版）
- 『現代社会のコミュニケーション論 人間関係の基礎と生きる力を育てるための心理学』加藤元繁共編著 学芸図書 2009
- 『高齢者の心理』渡邉映子,大川一郎共編著 おうふう 2011
- 『福祉心理学総説』中山哲志, 桐原宏行共編著 田研出版 2011
- 『医療心理学 医療・保健を学ぶ人のための心理学』加藤元繁共編著 おうふう 2013